# ヴァイス・ローズ
ヴァイス・ローズ（英文表記: Vice Lords）あるいはオールマイティー・ヴァイス・ロード・ネーション（英文表記: Almighty Vice Lord Nation）は、アメリカ合衆国イリノイ州シカゴに拠点を置き、全米に1万人以上の構成員をもつストリートギャング。
最盛期には3万人近い勢力を誇っていた 。プレイボーイ・バニー、トップ・ハット、マティーニ・グラスなどをシンボルとし、赤色もしくは黒色と金色をシンボルカラーとしている。
シカゴの二大ストリートギャング同盟の一つであるピープル・ネーションに所属している 。
また、セットの一つであるアンノウン・ヴァイス・ローズから枝分かれしてフォー・コーナー・ハスラーズという組織が誕生している。約6千人程のメンバーがいるという。

## 歴史
ヴァイス・ローズは1957年にシカゴ近郊のノース・ラウンデール (英語版) の数人のアフリカ系アメリカ人の若者たちにより創設された 。この若者たちは、イリノイ州セント・チャールズの、少年矯正施設としても知られる州立少年訓練学校 (Illinois State Training School for Boys in St. Charles) に収容されている時に出会った。当時彼らのリーダーは、創設メンバーのエドワード・「ペパロ」・ペリーだった 。チーム名の「ヴァイス」は、リーダーがその単語を辞書で検索していて、「固く保持する」という意味を見つけた時に決められた 。
オリジナルのヴァイス・ローズメンバーたちは、収容施設から解放されるとすぐに近隣から他の若者たちを募集し始め、シカゴの他の様々な「クラブ」との抗争に参加し始めた 。1964年までに彼らの組織は著しく成長しており、司法当局は彼らの強盗、盗難、暴行、銃撃、砲撃、脅迫、強要などの様々な犯罪行為を主要なターゲットとした 。彼らはその暴力行為で注目を浴びた。

### CVL, Inc.
チームの社会的なイメージを柔らげる試みとして、創設メンバー8人のうちの一人であるリーダーは、オリジナル・セットの名称を「保守的なヴァイス・ローズ」(Conservative Vice Lords) に変更した。このセットは今日では、ヴァイス・ローズ・ネーション全体の基盤となっている。彼らは新しいロゴを開発し、自身を地域奉仕活動のグループとして宣伝した。彼らは、「保守的なヴァイス・ローズ会社」(Conservative Vice Lords Incorporated) として地域奉仕活動グループとしての申請をするに至った 。この試みは極めて成功し、様々な政治家や地域のリーダーから、非常に多くの賞賛の声を集めることとなった。CVL社は近隣の子供たちのためにいくつかのレクレーション施設を設け、一日が終わると彼らはそこを会合場所として使った。
1970年に、ヴァイス・ローズの二人のリーダー、アルフォンソ・アルフレッドとボビー・ゴアは、ロックフェラー財団に27万5千ドルの助成金を申請し、承認された 。CVLのこの時代の様子は、シカゴの映画監督
デウィット・ビール (DeWitt Beall) の作品「ロード・シング」(" Lord Thing" ) に記録されている 。映画にはボビー・ゴア、ケネス・「ゴート」・パーク、エディ・「ペピロ」・ペリー、ドン・マクリーンヴェイン、レオナルド・サンガリ、ウィリアム・フランクリン等が登場している。
同時期にヴァイス・ローズは近隣の小規模なギャングであるチェロキーズ (Cherokees)、モルフィンズ (Morphines)、カマンチェス (Commanches)、コンチネンタル・ピンプス (Continental Pimps)、インペリアル・チャプレンズ (Imperial Chaplains)、クローバーズ (Clovers)、コブラズ (Cobras)、ブレイブス (Braves) 等を統合することに成功した。その結果メンバー数は大幅な増加した。肯定的な報道であったにもかかわらず、ヴァイス・ローズは依然として暴力的な犯罪者集団であることが露呈した。この間ラウンデール近隣に麻薬が持ち込まれ、それと同時に「みかじめ料」の支払いを拒否した事業主への脅迫や暴力、殺人などの犯罪の急激な増加がギャングによりもたらされた 。

### 1980年代
世論の高まりに押され、CVL社のロックフェラー財団助成金の使途に関する連邦による調査が行われ、その結果数人のリーダーが逮捕されて刑務所に収監された。1980年代初頭までにペリーとアルフレッドは死に、ゴアは殺人で服役した。ヴァイス・ローズの若手指導者層は、別の偽装工作、今回はイスラムのイデオロギーを取り入れることで、ギャングの真の意図を隠そうとした 。1990年代半ばまでに、彼らはギャングのための新しい規律として「ローズ・オブ・イスラム」(Lords of Islam) と呼ばれる膨大な文書を作成した。プラスキの16番街近くにあるヴァイス・ローズの本部は、「聖なる都」(Holy City) と呼ばれている 。

### 1990年代以降
1990年代に入るとヴァイス・ローズは従来の活動に加え、より洗練された不動産詐欺、クレジットカード詐欺、マネーロンダリング等へその活動領域を拡大した 。